# Aspect perfectif/imperfectif

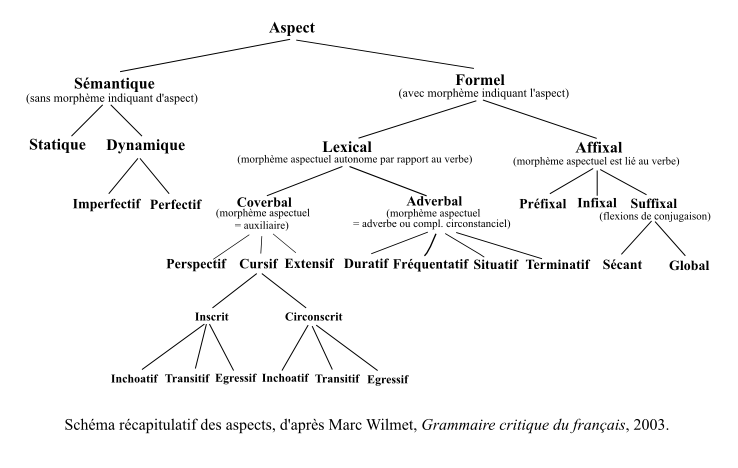
Les aspects perfectif/imperfectif dans un schéma possible des aspects.

En linguistique, l'aspect perfectif indique un procès qui ne peut être réalisé qu'une fois parvenu à son terme. Par exemple, si le procès sortir d'une maison est interrompu avant son terme, la sortie n'aura pas eu lieu. Ainsi les procès perfectifs, pour être réalisés, doivent nécessairement arriver jusqu'à leur terme. 
L'aspect imperfectif, au contraire, indique un procès réalisé dès qu'il est entamé. Par exemple, si le procès de chanter est interrompu avant son terme, le chant aura quand même eu lieu (même interrompu au bout de quelques notes). Ainsi les procès imperfectifs, pour être réalisés, ont besoin d'être entamés, et peuvent ensuite s'interrompre n'importe quand.
Exemples : les verbes trouver, sortir, naître, atteindre, mourir, indiquent un aspect perfectif. Les verbes chercher, marcher, manger, chanter, vivre, indiquent l'aspect imperfectif.
Les aspects perfectif et imperfectif sont des aspects dynamiques. Les procès statiques (avoir, connaître, demeurer, etc.) ne contiennent donc ni l'aspect perfectif ni l'aspect imperfectif, mais l'aspect statique.

## Schématisation traditionnelle de ces aspects
On trouve ce schéma dans de nombreuses grammaires contemporaines.
Soit α le début du procès, et ω la fin de ce même procès.  
Tout procès peut alors être représenté ainsi : α——————————ω
Dans un procès perfectif, le procès α——————————ω n'est réalisé que lorsque ω est atteint. 
Dans un procès imperfectif, au contraire, le procès α——————————ω est réalisé dès que α est atteint (dès que l'action a débuté).

## Effet du contexte sur les aspects sémantiques
L'opposition aspectuelle perfectif/imperfectif est une opposition sémantique en français. Elle ne repose en effet que sur le sens du verbe et n'est rendue ni par la conjugaison ni par une quelconque affixation systématique (comme c'est le cas dans les langues slaves) : dans la langue française, un verbe perfectif reste perfectif quel que soit le temps auquel il est conjugué, ce que résume Marc Wilmet : Selon que (1) le sens du verbe ou (2) un indice concret transmet les informations aspectuelles, une première décantation s'opère entre l'aspect sémantique et l'aspect formel. (C'est l'auteur qui souligne.)
En revanche, la construction syntaxique du verbe ou le contexte, dans la mesure où ils modifient le sens du verbe, modifient son aspect. Ainsi il est évident que mourir et mourir d'envie, même s'il s'agit du même verbe, n'ont pas le même sens et, dans ce cas précis, mourir est perfectif, mais mourir d'envie est imperfectif. On dit que dans mourir d'envie, le verbe mourir est un perfectif imperfectivé. 
Dans certains cas, la perfectivation (ou l'imperfectivation) peut reposer sur une différence contextuelle, dans la mesure où cette différence contextuelle modifie le sens du verbe. Par exemple, dans l'enfant tombe, le verbe a un aspect perfectif, alors que dans la pluie tombe, il a un aspect imperfectif. Ces modifications sont très nombreuses.

## L'aspect perfectif/imperfectif dans les langues slaves
Dans les langues slaves, cette opposition aspectuelle, grammaticale et sémantique est très importante. 
En polonais et en russe, par exemple, un verbe perfectif ne possède pas de présent ; à l'inverse, le futur d'un verbe imperfectif passe par un temps composé (ancienne périphrase construite sur l'auxiliaire être).
| Répartition aspectuelle en russe | Répartition aspectuelle en russe |               | Répartition aspectuelle en polonais | Répartition aspectuelle en polonais |
| Imperfectif                      | Perfectif                        | Mode ou Temps | Imperfectif                         | Perfectif                           |
| делать faire                     | сделать faire                    | infinitif     | robić faire                         | zrobić faire                        |
| я делал je faisais               | я сделал je fis                  | passé         | robiłem je faisais                  | zrobiłem je fis                     |
| я делаю je fais                  | —                                | présent       | robię je fais                       | —                                   |
| буду делать je ferai             | сделаю je ferai                  | futur         | będę robić, będę robił je ferai     | zrobię je ferai                     |

Son étroite dépendance avec le temps auquel le verbe est conjugué est particulièrement nette en serbe, avec par exemple le verbe « manger » :
| Répartition aspectuelle des tiroirs verbaux du verbe « manger » en serbe | Répartition aspectuelle des tiroirs verbaux du verbe « manger » en serbe | Répartition aspectuelle des tiroirs verbaux du verbe « manger » en serbe |
| Imperfectif                                                              | Perfectif                                                                | Temps                                                                    |
| ------------------------------------------------------------------------ | ------------------------------------------------------------------------ | ------------------------------------------------------------------------ |
| Ja sam jeo                                                               | Ja sam pojeo                                                             | passé                                                                    |
| Ja sam bio jeo                                                           | Ja sam bio pojeo                                                         | plus-que-parfait                                                         |
| Ja ću jesti                                                              | Ja ću pojesti                                                            | futur                                                                    |

Les termes perfectif et imperfectif ont pu avoir diverses significations. La signification traditionnelle était celle-ci : le perfectif représente l'action dans sa totalité, comme un point, en dehors de tout devenir ; l'imperfectif la montre en train de se faire, et sur la ligne du temps (Saussure, Ling. gén., 1916, p. 162). Ces deux définitions correspondent aujourd'hui à celles d'aspect global (ou non-sécant) et d'aspect sécant, mais des confusions peuvent toujours exister.
Par ailleurs, pour parler du perfektum slave, on emploie souvent le terme perfectif. Cet aspect est tellement important en slave qu'on peut en parler en français sans même connaître les aspects du français, en traduisant logiquement perfektum par perfectif (faux-ami). Mais la notion de perfektum en slave recouvre deux notions en français, d'une part l'accompli (qui est un aspect grammatical) et d'autre part le perfectif (qui en français est un aspect sémantique et qui ne correspond pas tout à fait au perfektum slave). Nombre de travaux en français donnent d'ailleurs encore le mot perfectif comme synonyme  d'accompli (deux notions différentes en français). Enfin les termes anglais perfect tense et perfective tense sont aussi des faux-amis.